# Дев'ять принців Амбера
«Дев'ять принців Амбера» (англ. Nine princes in Amber) — фантастичний роман американського письменника Роджера Желязни, перший із серії «Хроніки Амбера». Вперше був опублікований в 1970 році, а згодом породив однойменну комп'ютерну гру.
Корі прокидається у відокремленій нью-йоркській лікарні з амнезією. Він тікає і поступово з'ясовує, що насправді є принцом Корвіном з Амбера, єдиного справжнього світу, а наша Земля — лише тінь. Він один з дев'яти принців, які можуть правити Амбером. Все, що йому потрібно для цього: пробитися повз армії свого старшого брата Еріка і захопити владу.

## Сюжет

### Події на Землі
Корі прокидається в медичній клініці, мало знаючи про те, хто він і як туди потрапив. Він втікає зі своєї палати, знаходить менеджера клініки і дізнається, що він одужує після дорожньо-транспортної пригоди в приватній клініці, яку оплатила його сестра Евелін.
Корі тікає з лікарні і прямує до її будинку. Вона звертається до нього як до Корвіна і називає себе Флорою. Приховуючи відсутність пам'яті, він переконує її дозволити йому залишитися. У бібліотеці Флори Корвін знаходить набір індивідуальних карт Таро — Козирів, чиї основні Аркани замінені зображеннями, у яких він впізнає свою родину. Переглядаючи карти, він згадує всіх своїх братів: підлого Рендома, мисливця Джуліана, силача Джерара, зарозумілого Еріка, самого себе, головного тактика і фехтувальника Бенедикта, зловісного Каїна, хитромудрого Блейза і таємничого Бранда. Він також розглядає своїх чотирьох сестер: Флору, яка запропонувала йому притулок, Дейдру, яка була йому дорога, стриману Левеллу та Фіону, яку ненавидів Корвін.
Його брат Рендом зв'язується з ним по телефону, і Корвін обіцяє надати йому захист. Рендом прибуває, переслідуваний таємничими гуманоїдними істотами, і під час наступної битви Корвін дізнається, що він має надлюдську силу. Об'єднані зусилля Корвіна, Рендома та собак Флори в кінцевому рахунку перемагають істот, що атакують. Пізніше Рендом запитує Корвіна, чи не хоче він «спробувати», на що Корвін погоджується, лише пізніше дізнавшись, що він погодився спробувати захопити трон Амбера.

### Дорога до Амбера
Вони вирушають на машині і світ починає змінюватися навколо них. Корвін розуміє, що Рендом якимось чином спричиняє зміни. Зрештою вони опиняються в Арденському лісі, на території їхнього брата Джуліана, який є союзником ворога Корвіна Еріка. Звірі Джуліана стикаються з Рендомом і Корвіном, і врешті-решт сам Джуліан з'являється на своєму коні Моргенштерн, щоб полювати на них. У подальшій погоні Корвін бере в полон Джуліана. Побачивши, що їхній лідер знаходиться в заручниках, люди Джуліана дозволили Корвіну та Рендому йти через ліс. Випустивши Джуліана на свободу і пішовши пішки до Амбера, вони стикаються з їхньою сестрою Дейдрою, яка втекла з двору Еріка. Нарешті Корвін зізнається, що він дуже мало пам'ятає про себе, тому Дейдра переконує його пройти Лабіринт, який, на її думку, вилікує його амнезію.
Всі подорожують до Ребми, відображення Амбера під водою. Там вони зустрічають Мойру, королеву Ребми, і пояснюють свої наміри. Оскільки Ребма є відображенням бурштину, існує також відображення Лабіринту, яким Корвін повинен пройти, щоб відновити свою пам'ять. Рендома за минулі правопорушення в Ребмі засуджують до шлюбу зі сліпою дівчиною на ім'я Віале. Отримавши поради від Рендома і Діедри, Корвін входить в Лабіринт і починає згадувати хто він такий. Амбер — вічне місто, всі інші світи, включаючи Землю, лише його Тіні, час в яких плине інакше. Після зникнення короля Оберона в Амбері іде боротьба за трон між його синами. Корвін переживає події попереднього життя і розуміє, що амнезію спричинила не аварія. Кілька століть тому Ерік, в прагненні захопити трон, побив його до втрати свідомості і залишив помирати від чуми в середньовічній Англії на нашій Землі. Завдяки своїй силі принца Амбера він поборов чуму і прожив на Землі багато років не знаючи, хто він такий, поки не потрапив в аварію. Принци Амбера можуть переміщатися між Тінями силою власного розуму, за допомогою колоди карт (які колись створив напівбожевільний майстер Дворкін) та через Лабіринт. Після того, як Корвін проходить Лабіринт, він використовує його силу, щоб переміститися до Амберу.

### Події в Амбері
В бібліотеці замку, Корвін знаходить колоду карт Козирів. Ерік заходить до бібліотеки, і вони з Корвіном починають поєдинок. Спочатку заляканий величезною майстерністю Еріка, Корвін врешті отримує перевагу в бою на мечах і травмує Еріка по руці. Коли солдати замку приходять на допомогу Еріку, Корвін відступає і використовує одну з карт, щоб зв'язатися зі своїм братом Блейзом, який телепортує Корвіна до його місця в Тіні.
Корвін погоджується разом з Блейзом напасти на Амбер і перемогти Еріка. Корвін збирає велику групу воїнів з Тіні та збирає флот, тоді як Блейз створює армію на суші. Корвін намагається зв'язатися з іншими своїми братами, шукаючи союзників. Каїн, хоч і підтримує Еріка, дає Корвіну обіцянку безпечного проходу морем, як і його брат Джерар. Коли він намагається дістатися до Бранда, то бачить в'язницю, з якою Бранд відчайдушно просить звільнити його, проте образ зникає. Не маючи можливості зв'язатися з Бенедиктом, Корвін намагається зв'язатися зі своїм батьком Обероном, якийзник і вважається мертвим. Корвіну вдається дотягнутись до Оберона, який спонукає його захопити трон, але контакт швидко втрачається. Коли Корвін зв'язується з Рендомом, Рендом зізнається, що Ерік зв'язався з ним розповів про захист замку, який їм навряд чи під силу здолати. Крім того, Рендом розповідає Корвіну, що Ерік отримав контроль над Судним каменем, що дозволяє йому контролювати погоду. Незважаючи на сумніви Рендома, Корвін залишається рішучим у своєму бажанні напасти на Амбер з Блейзом.
Коли вторгнення починається, Корвін з'ясовує, що Каїн чекає його з флотом, очевидно, порушуючи їх домовленість. Потім Ерік зв'язується з Корвіном і повідомляє, що знав про його плани від Каїна. Корвін все одно вступає в битву, хоча вона безнадійна: сили Каїна вже знищують флот Корвіна, і він втікає через Козир до Блейза та його армії. На Блейза постійно нападали істоти Тіні. Хоча вони врешті-решт досягають Амбера, їх сили зменшуються, і вони ледве пробиваються до Колвіру, гори, на якій розташований Замок. Блейза зіштовхують з обриву, Корвін встигає кинути йому свою зграю Козирів, проте він не певен, що зміг врятувати Блейза. Корвін використовує свої нечисленні сили і врешті-решт досягає території замку, де потрапляє в полон.

### Полон і втеча
Корвіна в кайданах ведуть на коронацію Еріка. Джуліан, який стоїть поруч з Еріком, доручає Корвіну передати корону Еріку, який вінчатиме себе королем єдиного справжнього світу. Натомість Корвін встигає одягти корону на себе і назватись істинним королем Амбера, але його швидко схоплюють охоронці і врешті-решт він кидає корону в Еріка. Ерік коронується і засуджує Корвіна до в'язниці та осліплення. Коли Корвіну випалюють очі розпеченим залізом він вимовляє потужне прокляття на Еріка та Амбер.
Сліпий і ув'язнений Корвін майже божеволіє, лише рідкісні візити та контрабандні подарунки від його друга лорда Рейна допомагають йому зберегти дух і надію. щороку Корвіна приводять на святкування річниці коронації Еріка. Через кілька років зір у Корвіна починає відновлюватися і він розуміє, що мусить тікати, поки ніхто не помітив його нових очей. Корвін намагається збиваючи двері ложкою, яку він вкрав зі столу Еріка. Раптом Дворкін, божевільний чаклун і творець Козирів, з'являється з нізвідки у камері. Він пояснює, що потрапив до Корвіна, намалювавши картину та пройшовши крізь неї, і хоче повернутися таким же чином. Дворкін використовує заточену ложку Корвіна, щоб намалювати на стіні зображення, але перед тим, як він піде, Корвін умовляє його намалювати Маяк Кабри на протилежній стіні. Користуючись цим малюнком як Козирем, Корвін проектує себе з в'язниці.
У Кабрі він зустрічає Жопена, хранителя маяка, але не розкриває свою справжню особу. Жопен допомагає Корвіну відновлюватися від тюремних випробувань, а Корвін допомагає Жопену в його роботі навколо маяка. Коли він повністю одужує, Жопен каже, що впізнав в ньому принца Корвіна і показує йому Гарнатську Долину. Раніше це була прекрасна долина, що прилягала до Амбера, але зараз вона стала викривленим і злим місцем. Корвін розуміє, що він зробив те, що ще нікому до нього не вдавалось: відкрив шлях до Амбера для темних сил. Це стало результатом його власного прокляття, яке він виголосив Еріку, коли той випалював йому очі. Корвін забирає човен Жопена «Метелик» і відпливає з Кабри. Перед тим він надсилає Еріку повідомлення через чорну птицю, де повідомляє, що він повернеться знову і поверне трон.

## Адаптації
Трисерійну комічну адаптацію створив Террі Біссон у 1996 році.
Починаючи з 19 липня 2016 року, телевізійна адаптація створюється творцями серіалу «Ходячі мерці».